# 1698
1698 (MDCXCVIII) var ett normalår som började en onsdag i den gregorianska kalendern och ett normalår som började en lördag i den julianska kalendern.

## Händelser

### Februari
- 18 februari – Utredningskommissionen levererar en 184-sidig rapport om branden i Slottet Tre Kronor i Stockholm året innan.

### Juni
- 2 juni – Karl XII:s syster Hedvig Sofia gifts bort med hertig Fredrik IV av Holstein-Gottorp, för att demonstrera den svensk-gottorpska alliansens fortbestånd.[1]
- Andra Streltserupproret 1698 i Moskva försöker avsätta Peter den store och återinsätta Sofia Aleksejevna, men misslyckas återigen, med tusentals avrättningar som följd.

### Juli
- 31 juli–3 augusti – Polske kungen August den starke och ryske tsaren Peter den store träffas under fyra dagar i Rava-Ruska och diskuterar ett gemensamt anfall mot Sverige.[2]

### Oktober
- 24 oktober – Iberville och Bienville avseglar från Brest i Frankrike mot Mexikanska golfen för att skydda Nya Frankrikes sydgräns, där de grundar tre städer i Franska Louisiana, Mobile, Biloxi och New Orleans.[3]

### December
- December – Zanzibar blir en omansk besittning.[4]

### Okänt datum
- I Uppsala besätts för första gången någonsin den skytteanska professuren i statskunskap och vältalighet med en infödd svensk, Johan Upmark Rosenadler.
- Sveriges första företagsarkiv skapas, då några vagnslass med papper från ett konkursnedlagt bruk i Västmanland inkommer till Exekutionskommissionen i Stockholm.

## Födda
- Februari – Colin Maclaurin, skotsk matematiker
- 16 februari – Pierre Bouguer, fransk fysiker
- 26 mars – Václav Prokop Diviš, tjeckisk teologi och naturvetare
- 8 maj – Henry Baker, engelsk naturalist
- 12 juli – Fredrik Gyllenborg, svensk greve och politiker.
- 17 juli – Pierre Louis Moreau de Maupertuis, fransk astronom och geodet.
- 18 augusti – Samuel Klingenstierna, svensk fysiker.
- 28 november – Charlotta Frölich, svensk historiker.
- 25 december – Jakob Houbraken, nederländsk kopparstickare.
- 26 december – Filippo della Valle, italiensk skulptör.
- Anne Julie de Melun, guvernant till Frankrikes barn.
- Bernard de Belidor, fransk ingenjör och artilleriexpert.
- Johan Henrik Wijkman, svensk ämbetsman.

## Avlidna
- 16 mars - Leonora Christina, dansk memoarförfattare.
- 11 juni – Balthasar Bekker, nederländsk reformert teolog.
- 23 oktober – David Klöcker Ehrenstrahl, svensk konstnär (född 1628).

### Fotnoter
1. ↑  ”Stockholm den 6 Junij”. 6 juni 1698. s. 7. https://tidningar.kb.se/2979645/1698-06-06/edition/145134/part/1/page/7/.
2. ↑  Georg Piltz: August der Starke – Träume und Taten eines deutschen Fürsten. Verlag Neues Leben, Berlin (Ost) 1986, sid. 80.
3. ↑  "Le Moyne de Bienville, Jean-Baptiste", University of Toronto, 2000, webpage: .
4. ↑  World Statesmen